# To lufthuller med lys
To lufthuller med lys er titlen på det kunstværk af den verdenskendte billedkunstner Olafur Eliasson, som er skabt specielt til gårdhaverne på Kolding Bibliotek. Kunstværkerne blev afsløret onsdag den 4. juli 2007.
Lysets nordiske mester bliver Olafur Eliasson kaldt. Han bruger mange forskellige materialer i sin kunst og er især kendt for at lade lyset og vejret være vigtige elementer i sine værker.
Metalspiralerne i den ene gårdhave og prismerne i den anden hører sammen parvis og viser vinden på en bestemt ugedag.
Par nr. 1 viser mandagsvejret, par nr. 2 viser blæsten om tirsdagen, par nr. 3 fortæller om onsdag og så fremdeles. Vinden måles hver dag mellem kl. 11.00 og kl. 12.00, og den højeste hastighed er den, der benyttes. Klokken 12.00 hver dag kan man således se dagens mobile ændre hastighed og afspejle vinden netop den dag. Mobilen kører med den hastighed i en uge, indtil det atter bliver ”dens dag” og den får målt en ny hastighed at køre efter.

## Ekstern henvisning
- Verdenskunst på Kolding Bibliotek Arkiveret 7. februar 2019 hos  Wayback Machine

55°29′29″N 9°28′48″Ø / 55.49128°N 9.48001°Ø